# Chevron USA, Inc. contre Natural Resources Defense Council, Inc.
 (mai 2024).
La mise en forme du texte ne suit pas les recommandations de Wikipédia : il faut le « wikifier ».
Les points d'amélioration suivants sont les cas les plus fréquents. Le détail des points à revoir est peut-être précisé sur la page de discussion.
- Les titres sont pré-formatés par le logiciel. Ils ne sont ni en capitales, ni en gras.
- Le texte ne doit pas être écrit en capitales (les noms de famille non plus), ni en gras, ni en italique, ni en « petit »…
- Le gras n'est utilisé que pour surligner le titre de l'article dans l'introduction, une seule fois.
- L'italique est rarement utilisé : mots en langue étrangère, titres d'œuvres, noms de bateaux, etc.
- Les citations ne sont pas en italique mais en corps de texte normal. Elles sont entourées par des guillemets français : « et ».
- Les listes à puces sont à éviter, des paragraphes rédigés étant largement préférés. Les tableaux sont à réserver à la présentation de données structurées (résultats, etc.).
- Les appels de note de bas de page (petits chiffres en exposant, introduits par l'outil «  Source ») sont à placer entre la fin de phrase et le point final[comme ça].
- Les liens internes (vers d'autres articles de Wikipédia) sont à choisir avec parcimonie. Créez des liens vers des articles approfondissant le sujet. Les termes génériques sans rapport avec le sujet sont à éviter, ainsi que les répétitions de liens vers un même terme.
- Les liens externes sont à placer uniquement dans une section « Liens externes », à la fin de l'article. Ces liens sont à choisir avec parcimonie suivant les règles définies. Si un lien sert de source à l'article, son insertion dans le texte est à faire par les notes de bas de page.
- La présentation des références doit suivre les conventions bibliographiques. Il est recommandé d'utiliser les modèles {{Ouvrage}}, {{Chapitre}}, {{Article}}, {{Lien web}} et/ou {{Bibliographie}}. Le mode d'édition visuel peut mettre en forme automatiquement les références.
- Insérer une infobox (cadre d'informations à droite) n'est pas obligatoire pour parachever la mise en page.

Pour une aide détaillée, merci de consulter Aide:Wikification.
Si vous pensez que ces points ont été résolus, vous pouvez retirer ce bandeau et améliorer la mise en forme d'un autre article.
Chevron USA, Inc. contre Natural Resources Defense Council, Inc., 467 US 837 (1984), est une décision de la Cour suprême des États-Unis qui définit le critère juridique permettant de déterminer dans quels cas les juridictions fédérales américaines doivent s'en remettre à l'interprétation faite par une agence gouvernemental d'une règle juridique ou d'une loi. La décision pose une doctrine connue sous le nom de « déférence Chevron ». La déférence Chevron consiste en un test en deux parties qui permet de s'assurer que le juge fait preuve de suffisamment de déférence envers les agences gouvernementales : premièrement, il convient de vérifier si le Congrès s'est prononcé directement sur la question précise, et deuxièmement, « si la réponse de l'agence est basée sur une interprétation admissible ou raisonnable de la loi ».
La décision impliquait une contestation judiciaire d'un changement dans l'interprétation, par le gouvernement fédéral, du mot « source »  dans le Clean Air Act de 1963. La Loi ne définissait pas précisément ce qui constituait une « source » de pollution atmosphérique. L'Environmental Protection Agency (EPA), l'Agence fédérale de protection de l'environnement, a initialement défini la « source » pour couvrir essentiellement tout changement ou ajout important à une usine ou une installation. En 1981, l’EPA a modifié sa définition pour désigner uniquement une usine ou une installation entière. Cela a permis aux entreprises de construire de nouveaux projets sans passer par le nouveau et long processus d'examen de l'EPA si elles modifiaient simultanément d'autres parties de leur usine pour réduire les émissions afin que le changement global des émissions de l'usine soit nul. Le Natural Resources Defense Council, un groupe de défense environnementaliste, a contesté avec succès la légalité de la nouvelle définition de l'EPA.
Chevron est l'une des décisions les plus importantes du droit administratif américain. Il a été cité dans des milliers de cas depuis sa publication en 1984. Cependant, trente-neuf ans plus tard, en mai 2023, la Cour suprême a accordé un certiorari pour réévaluer Chevron dans l'affaire Loper Bright Enterprises c. Raimondo, n° 22-451 et par une décision rendue dans cette affaire le 28 juin 2024, la Cour, à une majorité de 6 contre 3 a opéré un revirement de jurisprudence et a abandonné la doctrine. Bien que le juge en chef Roberts, auteur de l'opinion majoritaire, précisait que cette décision n'aurait pas d'effet sur les affaires déjà jugées,, nombre d'observateurs estiment que la position prise par la Cour aura des conséquences majeures sur le droit administratif des États-Unis, en réduisant les pouvoirs de régulation du gouvernement fédéral et de ses agences dans de très nombreux domaines tels que l'environnement, la santé publique, la sécurité au travail, et la protection des consommateurs,,,,,,.

## Arrière-plan

### Histoire juridique
En vertu de l'arrêt de la Cour suprême dans l'affaire Marbury c. Madison, les  juridictions fédérales des États-Unis ont le pouvoir de contrôler les lois adoptées par le Congrès et de les déclarer invalides  elles violent la Constitution fédérale. Mais la Constitution ne fixe aucune limite expresse au degré d’autorité fédérale qui peut être déléguée à une agence gouvernementale. Les limites des pouvoirs accordés à une agence fédérale figurent davantage dans la loi, adoptée par le Congrès. Il convient également de noter que les tribunaux fédéraux ont constitutionnellement une « compétence limitée ». Le Congrès leur a accordé le pouvoir de statuer sur les questions administratives en 1948.
En 1974, la Cour suprême a déclaré que la déférence dépend d'une interprétation administrative cohérente avec les autres déclarations de l'agence et conforme à l'objectif du que le Congrès s'était fixé :

« Nous avons reconnu précédemment que le poids d’une interprétation administrative dépendra, entre autres, de "sa cohérence avec les déclarations antérieures et ultérieures" d’un organisme. Skidmore v. Swift & Co., 323 U. S. 134, 140 (1944). Voir plus généralement 1 K. Davis, Administrative Law Treatise §§ 5.03-5.06 (1958 ed. and Supp. 1970). ... Pour qu’une interprétation d'une agence soit accordée, elle doit être conforme à l'objectif du Congrès. Espinoza v. Farah Mfg. Co., 414 U. S. 86 (1973); Red Lion Broadcasting Co. v. FCC, 395 U. S. 367, 381 (1969). »

### Contexte de l'affaire
En 1977, le Congrès fédéral a adopté un projet de loi modifiant le Clean Air Act de 1963 pour exiger que tout projet susceptible de créer une « source stationnaire » majeure de pollution atmosphérique soit soumis à un nouveau processus d'approbation conduit par l'EPA appelé « d'examen de nouvelle source » (« new-source review »). Au début, l'EPA a interprété le mot « source » dans la nouvelle loi comme couvrant presque tout ajout ou changement significatif dans une usine ou une installation. Cela signifiait que même un seul bâtiment ou une seule machine, comme une cheminée ou une chaudière, pouvait être une « source » de pollution atmosphérique au sens de la loi.
En 1981, après que Ronald Reagan est devenu président, l'EPA a modifié son interprétation du mot « source » dans la loi pour désigner uniquement une usine ou une installation dans son ensemble, et non un bâtiment ou une machine en particulier. Selon cette nouvelle interprétation, un changement dans une usine ou une installation devait passer par le processus « d'examen de nouvelle source » uniquement s'il augmentait les émissions totales de pollution atmosphérique de l'ensemble de l'usine ou de l'installation. Toute entreprise souhaitant construire un projet dans une usine susceptible de créer une nouvelle source pollution atmosphérique pourrait éviter le processus « d'examen de nouvelle source » en apportant simultanément d'autres modifications à l'usine afin de réduire ses émissions globales du même montant. La nouvelle interprétation de l'EPA permet aux entreprises de prendre des décisions industrielles plus librement tant que l'impact total de leurs usines sur la pollution atmosphérique n'augmente pas. Cela a facilité la construction de projets industriels, même si les projets entrainaient une nouvelle pollution atmosphérique.
À la fin de 1981, le groupe de défense environnementaliste Natural Resources Defense Council (NRDC) a déposé une requête auprès de la Cour d'appel des États-Unis pour le circuit du district de Columbia, contestant la légalité de la nouvelle interprétation de l'EPA. La Cour a statué en faveur du NRDC en 1982. Dans une décision rédigée par la juge de circuit américaine (et future juge de la Cour suprême) Ruth Bader Ginsburg, la Cour a estimé que la nouvelle interprétation du terme « source » par l'EPA était en conflit avec les affaires antérieures de son ressort interprétant le terme et que la nouvelle interprétation de l'EPA était invalide. Chevron Corporation, qui avait été affectée par la nouvelle réglementation de l'EPA et était intervenue dans l'affaire, a interjeté appel de cette décision devant la Cour suprême des États-Unis.

## Décision

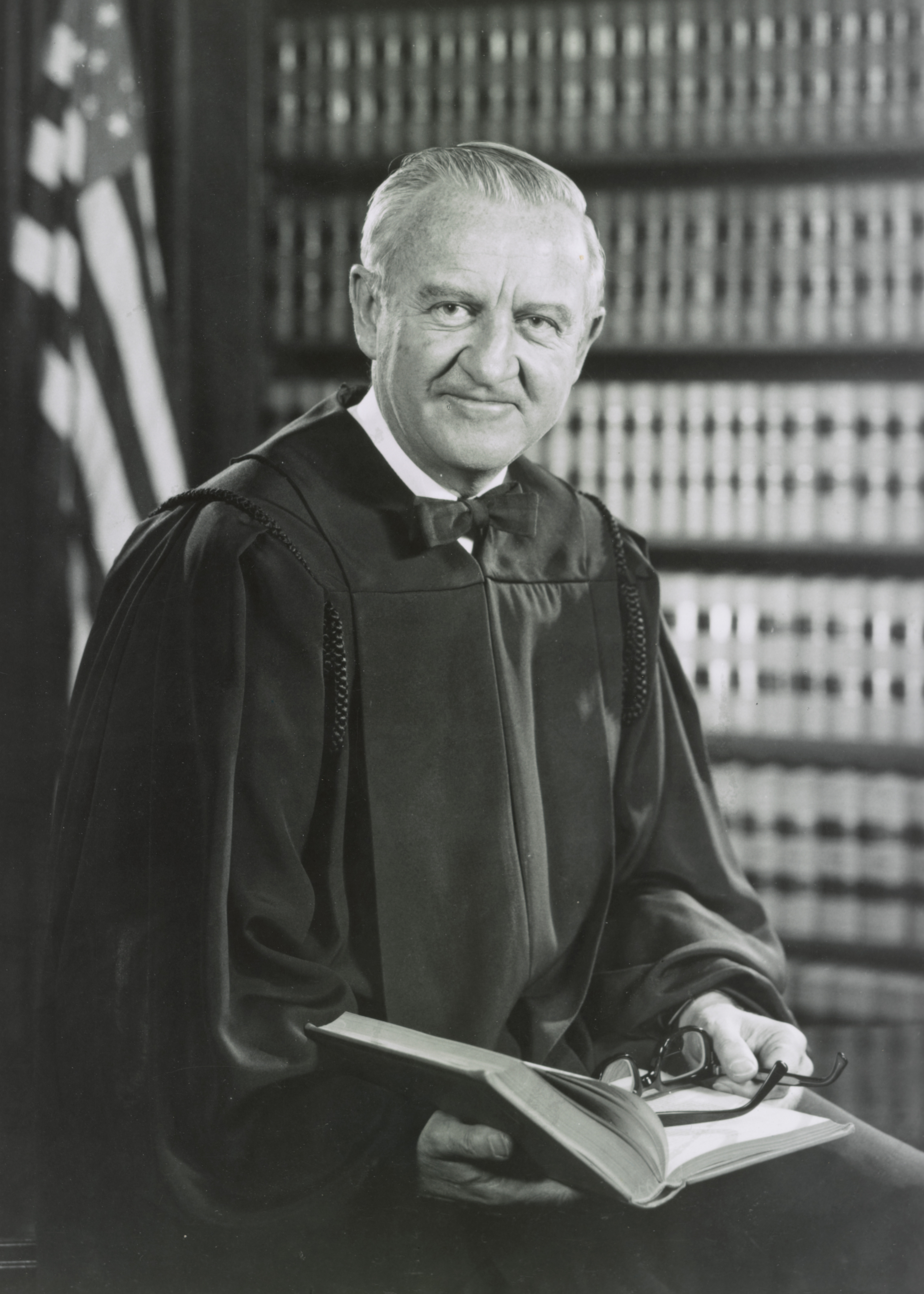
Le juge John Paul Stevens, auteur de l'opinion majoritaire de la Cour suprême dans l'arrêt Chevron

Le 25 juin 1984, la Cour suprême a rendu une décision unanime, avec 6 pour contre 0  en faveur de l'EPA, qui a annulé le jugement de la Cour d'appel fédérale.
Dans l'opinion majoritaire rédigée par le juge John Paul Stevens, la Cour a retenue que le sens ambigu du terme « source » dans le Clean Air Act indiquait que le Congrès avait délégué à l'EPA le pouvoir de prendre une « décision politique » et de choisir le sens du terme « source ». La Cour a réprimandé la Cour d'appel fédérale pour avoir tenté de fixer elle-même la politique gouvernementale sur la réglementation des émissions de pollution atmosphérique. La Cour a souligné que le système juridictionnel américain n'est pas une branche politique du gouvernement et que les juges fédéraux américains ne sont pas des élus.

« Lorsqu’une contestation de l'interprétation d’une disposition législative par une agence, qui est assez bien conçue, est vraiment fondée sur la sagesse de la politique de l’agence, plutôt que sur le fait qu’il s’agisse d’un choix raisonnable dans une marge laissée ouverte par le Congrès, le recours doit échouer. Dans un tel cas, les juges fédéraux — qui n’ont pas d'électeurs — ont le devoir de respecter les choix politiques légitimes de ceux qui le font. La responsabilité d’évaluer la sagesse de ces choix politiques et de résoudre la lutte entre les points de vue divergents de l’intérêt public ne relève pas du juge : "Notre Constitution attribue de telles responsabilités aux branches politiques." »

— Chevron, 467 U.S. at 866 (citant Tenn. Valley Auth. v. Hill, 437 U.S. 153, 195 (1978)).
La Cour affirme que lorsque le Congrès adopte une loi contenant une ambiguïté, celle-ci peut représenter une délégation implicite d'autorité de ce dernier à l'agence exécutive qui met en œuvre la loi. La Cour explique que ces délégations limitent la capacité d'une juridiction fédérale à examiner l'interprétation de la loi par l'agence.

« Le pouvoir d’une agence administrative d’administrer un programme créé par le Congrès exige nécessairement la formulation de politiques et l’établissement de règles pour combler toute lacune laissée, implicitement ou explicitement, par le Congrès. Si le Congrès a explicitement laissé une lacune à combler pour l’agence, il y a une délégation expresse de pouvoir à l’agence pour expliciter une disposition spécifique de la loi par le règlement. Ces règlements législatifs ont un poids prépondérant, sauf s’ils sont arbitraires, capricieux ou manifestement contraires à la loi. Parfois, la délégation législative à une agence sur une question particulière est implicite plutôt qu’explicite. Dans un tel cas, une juridiction ne peut pas substituer sa propre interprétation d’une disposition législative à une interprétation raisonnable faite par l’administrateur d’une agence. »

— Chevron, 467 U.S. at 843–44 (sans ponctuation de citation interne, altération et notes de bas de page)
La décision de la Cour a présenté une analyse en deux étapes que les juridictions fédérales peuvent utiliser lorsqu'elles statuent sur une contestation de l'interprétation d'une loi par une agence administrative. Cette analyse en deux étapes est désormais connue sous le nom de « doctrine Chevron ».

« Premièrement, il y a toujours la question de savoir si le Congrès s’est prononcé directement sur la question précise en cause. Si l’intention du Congrès est claire, c’est la fin de l’affaire ; car la cour, ainsi que l’agence, doivent donner effet à l’intention sans ambiguïté exprimée par le Congrès. Si, cependant, la cour détermine que le Congrès n’a pas directement abordé la question précise en cause, la cour n’impose pas simplement sa propre interprétation du statut.   […] Plutôt, si la loi est muette ou ambiguë à l’égard de la question précise, la question qui se pose à la juridiction est de savoir si la réponse de l'agence est fondée sur une interprétation admissible de la loi. »

—  Chevron, 467 U.S. at 842–43.
Dans un premier temps, la doctrine Chevron exige qu'une juridiction évalue si une loi est ambiguë. Si la loi est sans ambiguïté, la juridiction doit s'y conformer. Toutefois, si la loi est ambiguë, la juridiction doit alors passer à la deuxième étape. À la deuxième étape, la doctrine Chevron exige que la juridiction évalue si l'interprétation de la loi proposée par l'agence exécutive est « raisonnable » ou « admissible ». Si tel est le cas, la juridiction doit alors accepter l’interprétation de l’agence. Dans le cas contraire seulement la juridiction pourra-t-elle alors procéder à sa propre interprétation de la loi.

## Importance
Chevron est probablement l'affaire la plus fréquemment citée en droit administratif américain, mais certains chercheurs suggèrent que la décision a eu peu d'impact sur la jurisprudence de la Cour suprême et a simplement clarifié l'approche existante de la Cour. Le principe selon laquelle le pouvoir juridictionnel devrait s'en remettre à l'interprétation par une agence fédérale des dispositions ambiguës de la législation du Congrès pertinente pour l'agence est souvent appelée la déférence Chevron . Plusieurs décisions de l'EPA concernant la réglementation des émissions, ainsi que la position de la Federal Communications Commission sur la neutralité du net ont été fondées sur des affaires jugées à l'aune de la déférence Chevron.
En 2002, la société Chevron a pu invoquer elle-même la déférence envers Chevron pour gagner une autre affaire, Chevron USA, Inc. c. Echazabal, 536 U.S.  73 (2002), devant la Cour suprême. Dans une décision rendue à l'unanimité, la Cour a appliqué la déférence envers Chevron et a confirmé comme raisonnable un règlement de la Commission pour l'égalité des chances en matière d'emploi, qui permettait à un employeur de refuser d'embaucher un candidat lorsque le handicap du candidat au travail constituerait une « menace directe » pour sa propre santé.
Trois décisions de la Cour suprême au XXIe siècle pourraient limiter l'étendue des mesures des agences administratives bénéficiant de la déférence Chevron aux seules décisions de l'agence ayant « force de loi ». Cette nouvelle doctrine a parfois été qualifiée de « Chevron étape zero ». Ainsi, par exemple, un règlement édicté en vertu des dispositions « notice et commentaires » du paragraphe 553 de l'Administrative Procedure Act serait susceptible de bénéficier de la déférence Chevron, mais une lettre envoyée par une agence, telle qu'une lettre de « non-action » de la Securities and Exchange Commission des États-Unis (SEC), ne le serait pas. Cependant, une action d'agence qui ne bénéficie pas de la déférence Chevron peut quand même bénéficier d'un certain degré de déférence en vertu de l'ancienne doctrine posé dans l'affaire Skidmore c. Swift & Co., 323 US 134 (1944). La majorité dans l'affaire Christensen c. Harris County (2000) a suggéré que la déférence Chevron devrait s'appliquer aux documents officiels de l'agence qui ont force de loi, tandis que Skidmore devrait s'appliquer aux documents d'agence moins formels, dans le but de tracer une ligne claire pour la question de la notion de « force de la loi » de la déférence Chevron étape zéro. Dans King c. Burwell (2015), la Cour suprême a suggéré que la déférence Chevron pourrait être inappropriée dans le cadre de mesures réglementaires ayant « une profonde importance économique et politique », faisant allusion à la possibilité de limiter considérablement, voire d'éliminer, la doctrine Chevron.
Dans l'affaire Virginie-Occidentale c. EPA, 597 U.S.   (2022), a fait la première utilisation significative de la doctrine des questions majeures par la Cour suprême, ce qui semble affaiblir davantage la déférence Chevron. Selon la doctrine des questions majeures, les règles et décisions prises par les agences du pouvoir exécutif qui n'étant pas explicitement définies dans leur mandat que leur a confié le Congrès et pouvant entraîner un coût économique ou politique important soulèvent des questions majeures sur l'autorité de l'agence et peuvent donc être considérées comme illégales. Le Juge-en-cher Roberts a écrit pour la majorité dans cette affaire : « [Notre] précédent enseigne qu'il existe des cas extraordinaires... dans lesquels l'histoire et l'étendue de l'autorité revendiquée par l'agence et la signification économique et politique de cette revendication fournissent une raison pour hésiter avant de conclure que le Congrès entendait lui conférer une telle autorité. Dans le contexte de l'affaire Virginie occidentale, la doctrine des questions majeures a été appliquée à l'élaboration de règles par l'EPA pour obliger les centrales électriques existantes à mettre en œuvre des mesures « en dehors de la clôture », au-delà de l'emprise de la centrale électrique, pour réduire les émissions, la mise en œuvre de ces mesures était considérée comme coûteuse. La doctrine des questions majeures a été évoquée plus en détail dans Biden c. Nebraska, 600 U.S.   (2023), qui a déterminé que le ministère fédéral de l'Éducation n'avait pas le pouvoir d'annuler des centaines de milliards de dollars de prêts étudiants fédéraux en vertu de la Loi HEROES.
La Cour suprême a entendu les arguments dans l'affaire Loper Bright Enterprises c. Raimondo en janvier 2024. L'affaire concerne le paiement des observateurs du Service National des Pêches Maritimes qui voyagent avec les pêcheurs lors de leurs sorties et qui, selon les règles du Service, doivent être payés par les pêcheurs. Les pêcheurs ont contesté cette règle, qui a été confirmée devant les tribunaux inférieurs sur la base de la déférence Chevron, mais qui a été utilisée par des avocats qui s'opposent à l'utilisation de Chevron comme moyen de contester la validité de la règle. La demande de certiorari adressée à la Cour demandait spécifiquement si Chevron devait être annulé.
Les implications pour la médecine et la santé publique si la Cour suprême annulait ou réduisait la doctrine Chevron seraient l'incertitude et l'instabilité pour les agences et les industriels, ce qui inciterait à des contestations juridiques contre toutes les décisions de la FDA, de l'EPA et des Centers for Medicare & Medicaid Services (CMS).

## Opposition
Les conservateurs sont opposés à la doctrine du fait que le pouvoir renforcé des agences viole la séparation des pouvoirs.

### À l'échelon fédéral
La Chambre des représentants des États-Unis lors du 115e Congrès a adopté un projet de loi le 11 janvier 2017, appelé « Regulatory Accountability Act of 2017 », qui, s'il était adopté, modifierait la doctrine de la déférence Chevron,,. Le juge de la Cour suprême Neil Gorsuch (fils d'Anne Gorsuch, qui était à la tête de l'EPA au moment des événements qui ont conduit à la décision Chevron) a également rédigé des opinions contre la déférence Chevron, les commentateurs estimant que Gorsuch pourrait se prononcer contre cette doctrine au sein de la Cour suprême.
Dans l'affaire City of Arlington, Texas c. FCC de la Cour suprême des États-Unis, l'opinion dissidente du Juge-en-chef Roberts, rejoint par le juge Kennedy et le juge Alito, s'est opposée à la déférence Chevron excessive envers les agences :

« Mon désaccord avec la Cour est fondamental. Il est également facile de l’exprimer : une juridiction ne devrait pas s’en remettre à une agence jusqu’à ce que le tribunal décide, de son propre chef, que l’agence a droit à la déférence:1877.
Dans l’affaire Chevron U.S.A. Inc. c. Natural Resources Defense Council Inc., nous avons établi un critère pour examiner « l’interprétation de la loi par un organisme chargé de son application ». 467 U.S. 837, 842, 104 S.Ct. 2778, 81 L.Ed.2d 694 (1984). Si le Congrès a « directement répondu à la question précise en question », nous avons dit « c’est la fin de l’affaire. » Ibid. Une interprétation contraire de l’agence doit céder:1878.
"C'est précisément le domaine et le devoir du pouvoir judiciaire de dire ce qu'est la loi." Marbury v. Madison, 1 Cranch 137, 177, 2 L.Ed. 60 (1803). La montée de l’état administratif moderne n’a pas changé ce devoir. En effet, l'Administrative Procedure Act, qui régit le contrôle juridictionnel de la plupart des mesures des agences, ordonne aux tribunaux de révision de trancher "toutes les questions de droit pertinentes." 5 U.S.C. § 706:1880. »

De même, avant de rejoindre la Cour suprême des États-Unis, le juge Gorsuch du 10e circuit, dans son accord dans l'affaire Gutierrez-Brizuela c. Lynch, s'est également opposé à la déférence Chevron excessive envers les agences :

« Tout à fait littéralement alors, après que cette cour a déclaré le sens de la loi et a rendu une décision finale, une agence exécutive a été autorisée à nous dire (ce qu'elle a fait) d’annuler notre décision comme une sorte de super cour d’appel. Si cela ne peut être qualifié de révision inconstitutionnelle d’un contrôle juridictionnel de la loi par un organe politique, j’avoue que je commence à me demander si nous avons oublié ce qui pourrait l’être:1150.
Dans l'Administrative Procedure Act (APA), le Congrès a confié aux juridictions le pouvoir "d'interpréter […] les dispositions législatives" et renverser les décisions des agences incompatibles avec cette interprétation. 5 U.S.C. § 706:1151.
Peu importe ce que l’agence peut faire en vertu de Chevron, le problème demeure que les tribunaux ne s’acquittent pas de leur obligation d’interpréter la loi et de déclarer invalides les mesures de l’agence incompatibles avec ces interprétations dans les cas et les controverses qui leur sont soumis. Une obligation qui leur a été expressément confiée par l’APA et qui est souvent imposée par la Constitution elle-même. C’est un problème pour la magistrature. Et c’est un problème pour les personnes dont les libertés peuvent maintenant être affaiblies non pas par un décideur indépendant qui cherche à déclarer le sens de la loi le plus équitablement possible – le décideur que la loi leur a promis – mais par un agent administratif ouvertement politisé qui cherche à poursuivre une politique selon son gré.:1152–1153 »

Par la suite, dans l'affaire Waterkeeper Alliance c. EPA la Cour ne s'est pas soumis à l'interprétation de l'agence.

### À l'échelon desÉtats fédérés

#### Arizona
Au niveau des États, l'Arizona a annulé la déférence Chevron à l'égard de la plupart de ses propres agences, en vertu d'une loi. En avril 2018, le gouverneur de l'État, Doug Ducey, a promulgué la loi HB 2238, dont la partie pertinente dispose:

« Dans une instance intentée par ou contre la partie réglementée, la juridiction statue sur toutes les questions de droit, y compris l’interprétation d’une disposition constitutionnelle ou législative ou d’une règle adoptée par une agence, sans égard à toute décision antérieure qui aurait pu être rendue sur la question par l'agence. »

La loi exempte explicitement les appels en matière de soins de santé et les mesures des agences créées par la Corporation Commission de l'État.

#### Caroline du Nord
La Cour suprême de Caroline du Nord a rejeté la déférence Chevron, mais les agences de cet État peuvent toujours bénéficier d'une doctrine comparable à la déférence Skidmore. Néanmoins, certains tribunaux inférieurs ont continué à faire preuve de déférence envers les agences en application de la doctrine Chevron.

#### Floride
En novembre 2018, les électeurs de Floride ont approuvé un amendement à la Constitution de l'État de Floride, qui dispose :

« En interprétant une loi ou une règle de l’État, une juridiction de l’État ou un fonctionnaire qui entend une action administrative en vertu du droit général ne peut s’en remettre à l’interprétation d’une telle loi ou règle par une agence administrative et doit à la place interpréter cette loi ou règle de novo. »

L'amendement a également mis fin à la déférence envers l'interprétation des agences de leurs propres règles, mettant ainsi fin la déférence Auer dans l'État.

#### Mississippi
La Cour suprême du Mississippi a mis fin à la déférence Chevron au niveau de l’État dans l’affaire King c. Département militaire du Mississippi (2018).

#### Ohio
La Cour suprême de l'Ohio a mis fin à la déférence Chevron au niveau de cet État dans l'affaire TWISM Enterprises c. State Board of Registration en 2023.

#### Wisconsin
La Cour suprême du Wisconsin a mis fin à la déférence Chevron au niveau de cet État dans l'affaire Tetra Tech, Inc. c. Wisconsin Department of Revenue (2016). En 2018, le gouverneur Scott Walker a promulgué une loi interdisant aux tribunaux de s'en remettre aux interprétations des agences, codifiant ainsi la fin de la déférence dans le Wisconsin.